# Штрекер, Генрих
Генрих Штрекер (нем. Heinrich Strecker, 24 февраля 1893, Вена — 28 июня 1981, Баден-под-Веной) — австрийский композитор оперетт и венских песенок.

## Биография
Уже в раннем детстве Штрекер был отправлен родителями на обучение в интернат ордена лазаристов в бельгийском городе Тё. Преподаватели интерната распознали его музыкальную одарённость и развили его интерес и талант, научив его игре на двух инструментах. По его собственным воспоминаниям, любимым инструментом была скрипка, по которой он даже прошёл мастер-класс.
В 1907 г. Штрекер создал своё первое сочинение, «Концерт для скрипки ля-мажор», который в том же году был исполнен перед бельгийским королём Леопольдом II и отмечен наградой.
В 1910 г. вернулся в Вену и начал изучение права в Венском университете. После начала 1-й мировой войны прервал обучение и посвятил себя исключительно музыке. В течение двух лет учился у Камилло Хорна, сочиняя произведения в основном классического жанра.
От сочинения танцевальной и киномузыки постепенно перешёл к созданию венских песенок, в связи с чём приобрёл популярность.
21 декабря 1931 г. была впервые исполнена его оперетта «Девушка из Вены» на сцене Венского гражданского театра. В Бреслау 20 сентября 1933 г. была исполнена его песня Ännchen von Tharau в соавторстве с Бруно Хардт-Варденом.
С 1934 г. Штрекер был областным руководителем по культуре нацистской партии, запрещённой в то время в Австрии. За свою нацистскую деятельность в 1936 г. был на короткое время арестован. В 1937 г. в Бремене была впервые исполнена его оперетта «Вечный вальс», которая в его родной Австрии была исполнена лишь в 1938 г., после аншлюса, на сцене Венской народной оперы.
После аншлюса (присоединения Австрии к Германии) в 1938 г. Штрекер написал в честь этого события песни «Немецкая Австрия свободна!» («Deutsch-Österreich ist frei!») и «Пробудись, немецкое Вахау!» («Wach auf, deutsche Wachau!») В том же году стал вице-президентом Австрийского общества по охране авторских прав писателей, композиторов и музыкальных издателей.
По окончании войны жил в австрийском Бадене, где умер в возрасте 88 лет. Был женат на Эрике Штрекер.